# Graf (titolo nobiliare)
Graf è un titolo storico della nobiltà tedesca, che definisce un particolare rango che, qualora sia adoperato da solo, equivale a Conte, a sua volta derivato dal latino comes.
Nel Sacro Romano Impero è stato combinato con altre parole che indicano una qualsiasi giurisdizione o area di responsabilità, accompagnata da concessioni speciali di autorità o di rango nobiliare, fino alla fine del regime feudale. Ecco un elenco :
- Alt = vecchio, antico o originale (e quindi «venerabile»): Altgraf. Per esempio, il Casato dei Altgraf zu Salm.
- Burg = borgo (fortificato), castello o fortezza: il Burggraf (in italiano, burgravio)
- Land = paese: il Landgraf, che ha ottenuto il suo feudo direttamente dal sovrano (in italiano, langravio)
- Mark = marca (provincia di frontiera, a est come la Prussia; a ovest come Valenciennes): il Markgraf (in italiano, margravio o marchese).
- Pfalz = palazzo del sovrano: il Pfalzgraf (in italiano, conte palatino), che riceveva il suo incarico come feudo suzerain[1], e assumeva un titolo di rango tra i duchi).
- Rau = rugoso (originariamente nuovi territori montagnosi - quindi disabitati e incolti): il Raugraf (in italiano, Raugravio o Rugravio)

Essi sono noti dal X secolo, possedevano le città di Alzey, Germersheim, Creutznach, Simmern, Rockenhausen, Beimberg, che formarono quello che veniva chiamato Raugraviato. Le loro proprietà passarono in parte agli elettori palatini del Reno. L'elettore palatino Carlo Luigi ha rinnovato nel 1667 il titolo di raugravio, in favore della moglie morganatica, Marie Luise von Degenfeld, che è stata chiamata quindi da allora Raugravina. I Raugravi hanno ancora oggi dei rappresentanti in Francia.
- Reich = dal tedesco Reich (Impero), Reichsgraf (in italiano, Conte dell'Impero), titolo conferente uno dei ranghi più elevati dell'alta nobiltà istituita nel Sacro Romano Impero, esso forniva un elevato posto nella gerarchia su tutti gli altri nobili[2].
- Rhein = Reno (fiume): il Rheingraf (in italiano, Renegravio).

La famiglia dei Renegravi ha ricevuto questo titolo al tempo dell'incarico del controllo del Reno, dal momento che i Rhingrafenstein («la Rocca dei Renegravi»), potevano inoltre istituire un diritto di passaggio sul fiume. Avevano un seggio e un voto alle Dieta imperiale, nel Collegio elettorale del Reno, e presero il titolo di ereditario di marescialli del Palatinato.
Verso il 1400, i Renegravi hanno anche ereditato il titolo e i possedimenti dei Wildgravi di Daun e Kirburg.
Nel XVI secolo essi acquisirono per matrimonio la metà della contea di Salm, enclave nel Ducato di Lorena, dove si stabilirono, e da qui il nome di Wild- e Renegravi, conti di Salm.
- Wald = foresta (comes nemoris): il Waldgravio
- Wild = selvaggina (nei nuovi territori): il Wildgravio (vedi Renegravi sopra)

## Titoli comitali in varie lingue europee
Di seguito è presentato un elenco dell'equivalente del titolo nelle principali lingue europee. La forma maschile è seguita da quella femminile e, quando esistente dalla definizione della circoscrizione territoriale.

### Derivazioni etimologiche dal latinocomes
| Lingua                            | Titolo maschile                                                                       | Titolo femminile / acquisito in matrimonio dal marito | territorio |
| --------------------------------- | ------------------------------------------------------------------------------------- | ----------------------------------------------------- | --- |
| Inglese                           | Earl conferito da un monarca britannico / Count si applica a tutte le altre monarchie | Countess (con la stessa applicazione di Earl)         | Earldom per un Earl / County per un Count, ma quest'ultimo termine indica nei paesi anglosassoni quasi esclusivamente un distretto amministrativo |
| Latino (medioevale, non classico) | Comes                                                                                 | Comitissa                                             | Comitatus |
| Ebraico                           | רוזן (Rozen)                                                                          | רוזנת (Rozenet)                                       | |
| Albanese                          | Kont                                                                                  | Konthesë                                              | |
| Irlandese                         | Cuntas (accanto a Iarla = inglese Earl - cfr. anche il norvegese Jarl)                | /Cuntaois                                             | |
| Francese                          | Comte - cfr. la variante ?Comtor                                                      | Comtesse                                              | Comté |
| Tedesco                           | Graf                                                                                  | Gräfin                                                | Grafschaft |
| Greco                             | Κόμης (Komes)                                                                         | Κόμισσα (Komissa)                                     | Κομητεία (Kometéia) |
| Maltese                           | Konti                                                                                 | Kontessa                                              | |
| Monegasco                         | Conte                                                                                 | Contessa                                              | |
| Italiano                          | Conte                                                                                 | Contessa                                              | Contea, Contado, Comitato |
| Portoghese                        | Conde                                                                                 | Condessa                                              | Condado |
| Rumeno                            | Conte                                                                                 | Contesă                                               | Județ |
| Catalano                          | Comte                                                                                 | Comtessa                                              | Comtat |
| Rhaeto-Romanico                   | Cont                                                                                  | Contessa                                              | |
| Spagnolo                          | Conde                                                                                 | Condesa                                               | Condado |

### Paralleli etimologici del tedescoGraf(alcuni incerti)
| Lingua             | Titolo maschile | Titolo femminile / acquisito in matrimonio dal marito | territorio          |
| ------------------ | --------------- | ----------------------------------------------------- | ------------------- |
| Bielorusso         | Graf            | Grafinya                                              |                     |
| Bulgaro            | Граф (Graf)     | Графиня (Grafinya)                                    | Графство (Grafstvo) |
| Ceco               | hrabě           | hraběnka                                              | hrabství            |
| Croato             | grof            | grofica                                               | grofovija           |
| Danese             | Greve           | Grevinde                                              | Grevskab            |
| Estone             | Krahv           | Krahvinna                                             | Krahvkond           |
| Finlandese         | Kreivi          | Kreivitär                                             | Kreivikunta         |
| Islandese          | Greifi          | Greifynja                                             |                     |
| Lettone            | Grāfs           | Grāfiene                                              |                     |
| Lituano            | Grafas          | Grafienė                                              |                     |
| Lussemburghese     | Grof            | Gräfin                                                |                     |
| Macedone           | Grof            | Grofina                                               |                     |
| Norvegese          | Greve           | Grevinne                                              | Grevskap            |
| Olandese           | Graaf           | Gravin                                                | Graafschap          |
| Polacco            | Hrabia          | Hrabina                                               | Hrabstwo            |
| Russo              | Граф (Graf)     | Графиня (Grafinya)                                    | Графство (Grafstvo) |
| Serbo              | Grof            | Grofica                                               | Grofovija           |
| Slovacco           | gróf            | grófka                                                | grófstvo            |
| Sloveno            | Grof            | Grofica                                               |                     |
| Svedese            | Greve           | Grevinna                                              | Grevskap            |
| Tedesco            | Graf            | Gräfin                                                | Grafschaft          |
| Ucraino            | Graf            | Grafinya                                              |                     |
| Ungherese (Magyar) | gróf            | grófnő                                                | grófság             |

In Germania il titolo era combinato con il nome della giurisdizione o del luogo del quale il nobile era responsabile, per esempio "Landgraf" - langravio, "Burggraf" - castellano (burg = castello).

## Varie tipologie diGrafnella titolatura nobiliare tedesca
Alcuni titoli di "Graf" indicavano differenti cariche all'interno dell'Impero, alcune equivalevano alle responsabilità ed ai privilegi nobiliari del titolo di conte, altri erano più alti, altri più bassi.
| Tedesco          | Italiano                                             | Commento/etimologia |
| ---------------- | ---------------------------------------------------- | --- |
| Markgraf         | Margravio (solo in Germania) e (in seguito) Marchese | Mark: marca (terra di confine) + Graf |
| Pfalzgraf        | Conte palatino                                       | Pfalz: palazzo (Palazzo imperiale, poi Elettorato Palatino, quindi Palatinato) + Graf                                                                |
| Reichsgraf       | Conte dell'Impero                                    | Reich: impero (Sacro Romano Impero) + Graf |
| Landgraf         | Langravio                                            | Land: paese + Graf |
| Freigraf         | Libero Conte                                         | Frei = libero (indipendente da un feudo) + Graf; titolo eguagliabile a quello comitale oppure con funzioni più che altro legate a cariche specifiche |
| Gefürsteter Graf | Conte Principesco                                    | Verbo tedesco per indicare l'"istituire un principato" + Graf                                                                                        |
| Burggraf         | Burgravio                                            | Burg (castello, borgo) + Graf |
| Rheingraf        | Renegravio                                           | Reno (il fiume Reno) + Graf |
| Altgraf          | Altgravio                                            | Alt (vecchio, di antica nobiltà) + Graf; unicamente del Casato di Salm, con diritti pre-imperiali                                                    |
| Waldgraf         | Waldgravio                                           | Wald (foresta) + Graf |
| Wildgraf         | Wildgravio                                           | Wild (selvaggina, selvaggio) + Graf; analogo a Waldgraft                                                                                             |
| Raugraf          | Raugravio                                            | Rau (disabitato) + Graf; relativo a un territorio non popolato                                                                                       |
| Vizegraf         | Visconte                                             | Vize = vice- (sostituto) + Graf |

## Titoli e ranghi tedeschi
Dopo Napoleone la Dieta tedesca riconoscerà ai capifamiglia di tale nobiltà ex-sovrana il predicato onorifico di "Altezza Serenissima" (Durlaucht) nel 1825 per i duchi, principi e principi-conti, e di "Altezza Illustrissima" (Erlaucht) nel 1829 per i capi delle antiche case di conti sovrani, includendovi anche coloro che avevano titoli onorifici in Austria.
Altri titoli riconosciuti furono quelli di "Hochgeboren" (di Illustre Nascita), "Wohlgeboren" (Benestante, Patrizio), "Erblaender" (Possidente Ereditario).

### Titoli sovrani
| Titolo (Italiano)                           | Titolo (Tedesco)         | Territorio (Italiano) | Territorio (Tedesco)   |
| ------------------------------------------- | ------------------------ | --------------------- | ---------------------- |
| Imperatore/Imperatrice                      | Kaiser(in)               | Sacro Romano Impero   | Kaiserreich, Kaisertum |
| Re/Regina                                   | König(in)                | Regno                 | Königreich             |
| Elettore/Elettrice                          | Kurfürst(in)             | Elettorato            | Kurfürstentum          |
| Arciduca/Arciduchessa                       | Erzherzog(in)            | Arciducato            | Erzherzogtum           |
| Granduca/Granduchessa                       | Großherzog(in)           | Granducato            | Großherzogtum          |
| Duca/Duchessa                               | Herzog(in)               | Ducato                | Herzogtum              |
| Conte/Contessa Palatina                     | Pfalzgraf/Pfalzgräfin    | Contea palatina       | Pfalzgrafschaft        |
| Margravio/Margravia                         | Markgraf/Markgräfin      | Marchesato, Marca     | Markgrafschaft         |
| Langravio/Langravia                         | Landgraf/Landgräfin      | Langraviato           | Landgrafschaft         |
| Burgravio/Burgravia                         | Burggraf/Burggräfin      | Burgraviato           | Burggrafschaft         |
| Principe/Principessa                        | Fürst(in)                | Principato            | Fürstentum             |
| Conte/Contessa del Sacro Romano Impero      | Reichsgraf/Reichsgräfin  | Contea                | Grafschaft             |
| Altgravio/Altgravia                         | Altgraf/Altgräfin        | Altgraviato           | Altgrafschaft          |
| Barone/Baronessa del Sacro Romano Impero    | Freiherr/Freifrau/Freiin | Baronia, Signoria     | Herrschaft             |
| Cavaliere/Cavaliera del Sacro Romano Impero | Reichsritter             | Cavalierato           | Ritterschaft           |

### Titoli non regnanti
| Titolo (Italiano)                                              | Titolo (Tedesco)         |
| -------------------------------------------------------------- | ------------------------ |
| Principe/Principessa Ereditaria                                | Kronprinz(essin)         |
| Granduca/Granduchessa                                          | Großherzog(in)           |
| Gran Principe/Gran Principessa                                 | Grossfürst(in)           |
| Arciduca/Arciduchessa                                          | Erzherzog(in)            |
| Principe/Principessa dell'Impero                               | Prinz(essin)             |
| Duca/Duchessa                                                  | Herzog(in)               |
| Principe/Principessa                                           | Fürst(in)                |
| Marchese/Marchesa                                              | Markgraf/Markgräfin      |
| Landgravio/Landgravia                                          | Landgraf/Landgräfin      |
| Conte/Contessa dell'Impero                                     | Reichsgraf/Reichsgräfin  |
| Conte/Contessa palatina                                        | Pfalzgraf/Pfalzgräfin    |
| Burgravio/Burgravia                                            | Burggraf/Burggräfin      |
| Altgravio/Altgravia                                            | Altgraf/Altgräfin        |
| Conte/Contessa                                                 | Graf/Gräfin              |
| Barone/Baronessa                                               | Freiherr/Freifrau/Freiin |
| Signore                                                        | Herr                     |
| Cavaliere (raggruppato ai nobili senza titolo specifico)       | Ritter                   |
| Nobile (raggruppato ai nobili senza titolo specifico)          | Edler/Edle               |
| Giovane Signore (raggruppato ai nobili senza titolo specifico) | Junker                   |

Gli eredi di molti nobili sovrani avevano uno speciale titolo preceduto dal suffisso Erb-, che indicava la parola Ereditario, cioè in attesa del titolo alla morte del reggente.

### Altre notizie
Oltre a tutti questi, alcuni titoli inusuali sono equiparati al rango comitale, pur non essendo tali.
- Delfino (dauphin - anglicizzato dolphin, probabilmente una corrispondenza etimologica; latino delphinus) era un titolo multiplo (sebbene raro) nella Francia meridionale prima di diventare (informalmente) il titolo di cortesia dell'erede del trono di Francia, a capo della provincia ancora oggi nota come région Dauphiné
- Arciconte è un titolo molto raro, etimologicamente analogo ad arciduca, apparentemente mai riconosciuto ufficialmente, usato da o per:
  - il conte delle Fiandre (un pari originale del reame di Francia nell'attuale Belgio e Francia del nord, molto ricco, una volta attese di essere elevato al rango di regno); l'uso informale e piuttosto descrittivo a causa dell'importanza de facto della contea è piuttosto analogo all'epiteto ufficioso grand duc de l'Occident (prima che granduca diventasse un titolo convenzionale) per l'ancora più ricco duca di Borgogna
  - almeno un conte di Borgogna (cioè Freigraf della franca contea).

## IlGrafnel Sacro Romano Impero
Graf è un titolo storico della nobiltà tedesca che equivale al rango di Conte.
Oggigiorno, in Germania, il titolo di conte è considerato come parte del cognome, anche se l'articolo 109, sentenza 2 della Costituzione di Weimar (che pure viene mantenuta nello stato moderno della Germania) non ne riconosce l'adozione come titolo nobiliare. La parola viene utilizzata con il medesimo significato anche in Austria ed in altre terre, un tempo sotto la giurisdizione asburgica (paesi slavi e Ungheria), in Liechtenstein e in Svizzera.
- "Graf" (conte) era colui che governava un territorio definito Grafschaft (contea).
- I titoli comitali vennero utilizzati nel Sacro Romano Impero spesso legati a rapporti di giurisdizione territoriale del possessore sul territorio o legati a particolari cariche di stato o militari. Altre volte il titolo di Graf veniva concesso anche senza uno specifico feudo.

Dal XVI secolo questa classe nobiliare cominciò ad organizzarsi in modo distinto dal resto della nobiltà per tutelare maggiormente i propri interessi politici. Si costituirono così quattro unioni politiche di conti, suddivise pr distretti territoriali.
La prima unione fu quella dei conti svevi (Schwaebisch Graefenverain) che andò accorpando tutti i conti aventi feudi e proprietà nell'ambito del circolo imperiale di Svevia. Successivamente si costituì l'unione dei conti e signori della Wetterau e poi di quelli della Franconia. Nei primi anni del XVIII secolo si distaccarono dall'unione della Wetterau un gruppo di conti e signori che costituirono la quarta ed ultima unione di conti e signori: quella della Westfalia, intendendo così tutelare meglio i propri interessi.
L'importanza politica che andarono assumendo tali unioni fece sì che con la Pace di Westfalia furono riconosciuti come corpi elettorali distinti nell'ambito del "Collegio dei Principi", il secondo corpo elettorale in seno al Reichstag. Le quattro unioni dei conti e signori dell'impero si videro riconosciute ognuna un voto collettivo da esprimere nelle Diete generali dell'impero. Ogni unione aveva una propria organizzazione amministrativa con un proprio direttore ed una propria cancelleria.
Il numero dei membri che le componevano variarono nel corso del tempo, sulla base della titolarità di feudi immediati e sovrani. Alcuni feudi potevano essere in condominio, cioè appartenenti per diritto ereditario a rami della stessa famiglia o a famiglie diverse, come accadde per i conti von Solms, gli Isenburg, i Sayn-Wittgenstein, i Salm, gli Hohenlohe, i Löwenstein-Wertheim, i Königsegg, gli Öttingen.
Venivano indicate inoltre cinque classi di conti dell'impero:
- 1. conti con feudi immediati e con diritto di seggio e voto nelle Diete del circolo imperiale di appartenenza e alla Dieta generale (Reichstag);
- 2. conti con feudi immediati, ma con diritto di voto e seggio solo alle Diete del circolo di appartenenza;
- 3. conti con feudi immediati senza alcun diritto di voto ma soggetti all'iscrizione e al versamento della tassa matricola come ad esempio i von Goltstein proprietari del feudo imperiale di Slenaken o dei von Hallberg per i feudi imperiali di Füssgönheim e Ruchheim;
- 4. conti con feudi immediati senza alcun diritto di voto ed esenti dal pagamento della matricola come nel caso dei von der Leyen per i feudi imperiali di Hohengeroldseck e di Blieskastel o sempre come i von Hallberg per la signoria imperiale di Heuchelheim;
- 5. conti con signorie equestri o mediate come i conti von Aspremont, von Bassenheim, von Bentheim Steinfurt per Alpen, von Sickingen per Hohenburg e Landstuhl.